# Howard R. Wood
Howard R. Wood (* 1887; † 1958) war ein US-amerikanischer Politiker. Zwischen 1919 und 1923 war er Vizegouverneur des Bundesstaates North Dakota.

## Werdegang
Die Quellenlage über Howard Wood ist extrem schlecht. Sicher ist nur, dass er zumindest zeitweise in North Dakota lebte und Mitglied der Republikanischen Partei war. Zwischen 1917 und 1918 saß er als Abgeordneter im Repräsentantenhaus von North Dakota und war zeitweise Speaker dieser Parlamentskammer. 1918 wurde er an der Seite von Lynn Frazier zum Vizegouverneur von North Dakota gewählt. Dieses Amt bekleidete er zwischen 1919 und 1923. Dabei war er Stellvertreter des Gouverneurs und Vorsitzender des Staatssenats. Seit 1921 diente er unter dem neuen Gouverneur Ragnvald A. Nestos. Er starb im Jahr 1958.